# طارند بالا
طارند بالا، روستایی از توابع بخش جلیل آباد شهرستان پیشوا در استان تهران ایران است.

## جمعیت
این روستا در دهستان بهنام سوخته جنوبی قرار دارد و براساس سرشماری مرکز آمار ایران در سال ۱۳۸۵، جمعیت آن ۱٬۱۷۳ نفر (۲۶۲خانوار) بوده‌است.